# Pomphorhynchus bulbocolli
Pomphorhynchus bulbocolli is een soort in de taxonomische indeling van de Acanthocephala (haakwormen). De worm wordt meestal 1 tot 2 cm lang. Ze komen algemeen voor in het maag-darmstelsel van ongewervelden, vissen, amfibieën, vogels en zoogdieren.
De haakworm komt uit het geslacht Pomphorhynchus en behoort tot de familie Pomphorhynchidae. Pomphorhynchus bulbocolli werd in 1919 beschreven door Linkins in Harley Jones Van Cleave.